# Zizi Roberts
Zizi Roberts (* 13. Juni 1979 in Monrovia, Liberia) ist ein liberianischer Fußballspieler.

## Laufbahn
Roberts begann seine fußballerische Laufbahn in Italien bei der AC Monza Brianza. Nach einem Jahr ging er zu Ravenna Calcio. Jedoch verließ er Italien nach zwei Jahren und ging nach Griechenland zu Ionikos Nikea. Nach einem Jahr bei Nikea wechselte er zum Ligakonkurrenten Panionios Athen. Von dort aus bekam er einen Zweijahresvertrag bei Olympiakos Piräus. Nachdem der Vertrag des Liberianers ausgelaufen war, beschloss Roberts in die USA zu gehen. Er heuerte dort für zwei Jahre bei den Colorado Rapids an. Seit dem Winter 2004 ist er vereinslos.
In der liberianischen Nationalmannschaft trägt der Stürmer seit seinem Team-Debüt die 34.
| Personendaten    | Personendaten                 |
| ---------------- | ----------------------------- |
| NAME             | Roberts, Zizi                 |
| KURZBESCHREIBUNG | liberianischer Fußballspieler |
| GEBURTSDATUM     | 13. Juni 1979                 |
| GEBURTSORT       | Monrovia                      |